# 속초초등학교 좌운분교
속초초등학교 좌운분교는 대한민국 강원도 홍천군 영귀미면 금계로 1534 (좌운리)에 있었던 공립 초등학교이다.

## 학교 연혁
- 1934년 7월 30일 속초공립보통학교 부설 좌운간이학교 인가
- 1941년 9월 1일 좌운공립국민학교 승격
- 1996년 3월 1일 좌운초등학교로 개칭
- 2008년 3월 1일 속초초등학교 좌운분교로 편입
- 2021년 2월 28일 폐교